# George T. Oliver
George T. Oliver (Dungannon, 1848. január 26. – Pittsburgh, 1919. január 22.) az Amerikai Egyesült Államok szenátora (Pennsylvania, 1909–1917).